# Alphonse Van Mele
Alphonse Van Mele (29 december 1891 - 11 januari 1972) was een Belgisch gymnast.

## Levensloop
Van Mele maakte deel uit van het Belgisch team dat op de Olympische zomerspelen van 1920 te Antwerpen zilver won in het onderdeel artistieke gymnastiek. Voorts bestond het team uit: Eugenius Auwerkerken, François Claessens, Augustus Cootmans, Frans Gibens, Albert Haepers, Domien Jacob, Félicien Kempeneers, Jules Labéeu, Hubert Lafortune, Auguste Landrieu, Charles Lannie, Théophile Bauer, Nicolaas Moerloos, Ferdinand Minnaert, Constant Loriot, Jean Van Guysse, Louis Stoop, François Verboven, Jean Verboven, Julien Verdonck, Joseph Verstraeten, Georges Vivex en Julianus Wagemans.